# Acalvaria
Acalvaria é uma malformação rara que consiste na ausência dos ossos calvários, dura-máter e músculos conexos na base de de crânio e ossos faciais quanto ao resto  normais. O sistema nervoso central geralmente não é afetado. A suposta patogênese da acalvária é a migração defeituosa do neurocrânio membranoso, em combinação com o posicionamento normal do ectoderma embrionário, resultando na ausência da calvária, mas em uma camada intacta de pele sobre o parênquima cerebral. Em outras palavras, em vez de ter uma calota craniana protegendo o cérebro, há apenas pele cobrindo-o. O tamanho da área que falta a calota craniana pode variar de caso para caso. Em casos extremos, toda a parte superior do crânio em forma de cúpula pode estar ausente.

## Sinais e sintomas
Existem quatro sinais principais de acalvaria: ausência de ossos chatos da abóbada craniana, ausência da dura-máter e dos músculos associados a ela, anormalidades do crânio e ausência de calota craniana. Esta condição pode ser diagnosticada antes do nascimento por meio de ultrassonografia. Os médicos costumam usar ressonância magnética para confirmar o diagnóstico porque, no útero, a acalvaria às vezes é confundida com anencefalia ou encefalocele.  Uma diferença distinguível é que na anencefalia faltam os hemisférios cerebrais, mas na acalvaria todas as partes do cérebro geralmente estão presentes e desenvolvidas, enquanto faltam partes da calvária.

## Patogênese
Atualmente não há causa identificada de acalvaria.  A principal patogênese presumida é a migração problemática do neurocrânio membranoso em relação ao posicionamento normal do ectoderma imaturo. Quando um embrião se desenvolve normalmente, o poro neural anterior fecha por volta da quarta semana. Depois que isso ocorre, o tecido mesenquimal migra sob o ectoderma. Este ectoderma está subjacente onde o hemisfério cerebral eventualmente estará. Quando um feto apresenta acalvaria, o ectoderma embrionário está em seu lugar correto, mas a migração mesenquimal não ocorre corretamente. Portanto, a acalvaria é considerada um defeito pós-neurulação. Por ser um defeito pós-neurulação, deve se desenvolver após o estágio embrionário 11, entre 24 e 26 dias após a concepção.

## Tratamento
Como essa malformação é rara e há pouquíssimos indivíduos que convivem com essa condição, o tratamento é limitado. O tratamento consiste em gerenciar cuidadosamente a condição de maneira controlada. Também é recomendado proceder ao enxerto ósseo quando a criança atingir a idade escolar.

## Prognóstico
Geralmente os bebês com esta malformação não sobrevivem ao nascimento. No entanto, houve casos de sobrevivência. Em 2004, havia apenas dois casos vivos relatados. Destes dois, um tinha deficiência cognitiva grave e deficiência física. O status do outro não foi relatado. Se o feto evoluir para o termo, existe o risco de sofrer traumatismo craniano devido à pressão aplicada na cabeça durante o parto. Foram relatados alguns outros casos de acalvaria que não progrediram até o nascimento. Além da falta da calota craniana, houve malformações cerebrais em cada caso e todas as gestações foram interrompidas eletivamente ou os fetos foram abortados espontaneamente.

## Epidemiologia
Acalvaria geralmente ocorre em menos de 1 em cada 100.000 nascimentos. A título de dados epidemiológicos, acredita-se que o sexo feminino seja mais propenso a apresentar esse defeito. Atualmente, não se acredita que a acalvaria apresente grande risco de recorrência.